# Оживший покойник
«Оживший покойник» (англ. Man Alive), также «Человек воскрес» — детективная повесть Рекса Стаута о Ниро Вульфе и Арчи Гудвине. Была опубликована в 1947 году в декабрьском номере журнала The American Magazine. Вошла в сборник «Три двери к смерти», опубликованный издательством Viking Press в 1950 году.

## Сюжет
К Ниро Вульфу обращается Синтия Нидер. Дядя Синтии, Поль Нидер вместе с партнёром Джином Домери являлись владельцами фирмы «Нидер и Домери», которая занимается моделированием одежды. Поль Нидер год назад совершил «самоубийство», прыгнув в гейзер. Шесть недель назад Джин Домери «утонул» на западном побережье Флориды. Недавно, проводя выставку моделей, Синтия Нидер увидела своего дядю, которого считала погибшим. Он был замаскирован, установить контакт её с ним не удалось и она обращается к Вульфу.

## История публикаций

### На английском языке
- 1947, первая публикация в журнале The American Magazine[англ.][2];
- 1950, первая публикация в книге, сборнике «Три двери к смерти»[2].
- 1950, Нью-Йорк: Викинг (Тайная гильдия), август 1950, твёрдый переплёт.
- 1950, Лондон: Collins Crime Club, 18 сентября 1950 г., твёрдый переплёт.
- 1966, Нью-Йорк: Bantam, июнь 1966, мягкая обложка.
- 1995, Нью-Йорк: Bantam, 9 февраля 1995 г., мягкая обложка.

### На русском языке
- 1992, «Оживший Покойник», перевод П. Гормузова; Москва: Интеграф Сервис[3].
- 1992, перевод Ю. Тигушкина под названием «Человек воскрес».
- 1996, перевод П.В Рубцова.
- 2008, «Оживший покойник» (сборник «Это вас не убьёт»), перевод Б. Акимова; Москва: ЭКСМО.